# Milan Martić

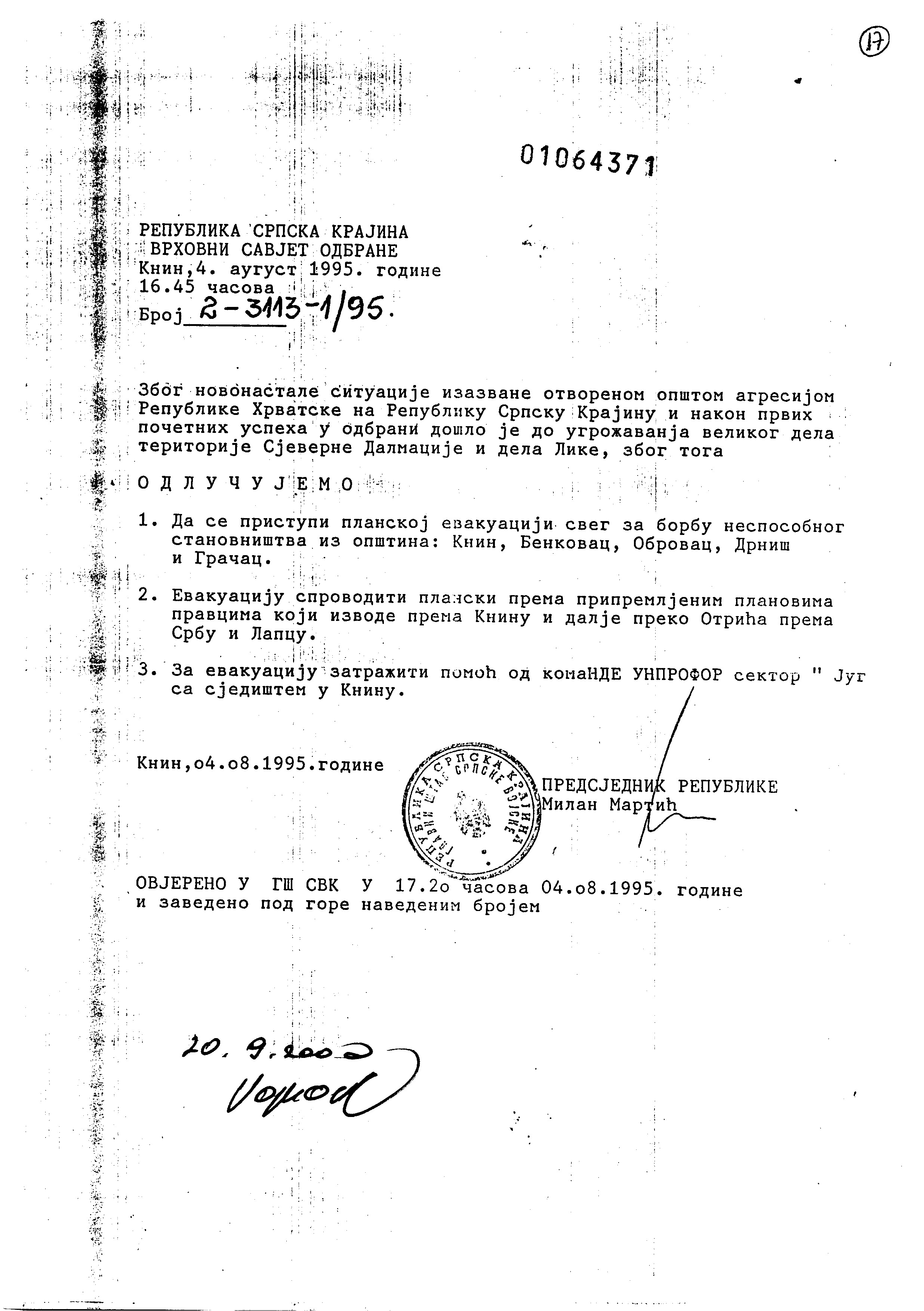

Milan Martić (cyr. Милан Мартић, ur. 18 listopada 1954 w Kninie) – serbski polityk, zbrodniarz wojenny, przywódca chorwackich Serbów, skazany za zbrodnie przeciwko ludzkości, prezydent samozwańczej Republiki Serbskiej Krajiny w latach 1994–1995. Odpowiedzialny za eksterminację nieserbskiej ludności w czasie wojny w Chorwacji i dokonanie ataku rakietowego na Zagrzeb w maju 1995.
15 maja 2002 został przekazany Międzynarodowemu Trybunałowi Karnemu dla byłej Jugosławii w Hadze. Jego proces rozpoczął się 13 grudnia 2005 i zakończył się 12 stycznia 2007. 12 czerwca 2007 został skazany na 35 lat więzienia za zbrodnie przeciwko ludzkości i zbrodnie wojenne. Od 2009 roku karę odbywa w więzieniu w Tartu w Estonii.